# Volvo B5LH
Volvo B5LH är ett hybridbusschassi som tillverkades av Volvo Bussar mellan 2008 och 2023; de första två modellåren som prototyper, och i serieproduktion från 2010. De första bussarna med detta chassi började rulla i Sverige år 2012, närmare bestämt i Göteborg.
Det är i grunden mycket likt de föregående chassina Volvo B7L och B9L med en stående, längsställd motor bak till vänster och lågt golv genom hela bussen men hade en helt nyutvecklad hybridteknik i form av en parallellhybridbaserad drivlina, där både förbränningsmotorn (dieselmotorn) och elmotorerna fysiskt är kopplade till drivlinan och arbetar tillsammans eller separat.
Upp till 20 kilometer i timmen, vid normal acceleration och vid fullt batteri går bussen helt på el, vilket gör att den släpper ut mindre skadliga ämnen. Drivlinan drar runt 35–40% mindre bränsle och släpper ut runt 50% mindre avgaser än en dieselbuss i motsvarande storlek.
Det byggdes i början som en tvåaxlad högerstyrd dubbeldäckarvariant till länder med vänstertrafik och som en vanlig tvåaxlad enplansbuss för både höger- och vänstertrafik.
Under 2013 kom även en treaxlad vänsterstyrd ledbussversion (Volvo B5LA, alternativt kallad B5LAH) för länder med högertrafik. Detta var den första hybridledbussen i världen med Euro 6-motor.
De första enplansvarianterna med B5LH-chassi byggdes med Volvo 7700-kaross och de senare med Volvo 7900-kaross.
Den nyare karossen med mera lättmetall sänkte utsläppen ännu mer och gjorde även att bussarna kunde ta fler passagerare.
7900-varianten fanns dels som vanlig hybridbuss i både normallångt och ledat utförande och som laddhybrid i normallångt utförande.
Laddhybriden har större batterier och laddas med speciella laddstolpar vid ändhållplatserna eller i bussdepåerna. Den har ännu lägre bränsleförbrukning och släpper därmed ut ännu mindre avgaser än den vanliga hybriden men har även vanlig hybriddrift för turer på linjer utan laddstationer eller när extra kraft behövs.
I Sverige såldes endast normallånga B5LH-bussar även efter att ledvarianten lanserats på andra marknader. Hösten 2014 började även ledvarianten att säljas i Sverige. Ledvarianten förekom tidigare i många andra länder, till exempel i Schweiz där den först introducerades.
Under slutet av 2013, inför införandet av miljöklass Euro 6, valde Volvo att lägga ner alla varianter av Volvo B9L i EU för att istället satsa på Volvo B5LH och olika helelektriska chassin hos stadsbussar.
Produktionen av Volvo B5LH-chassit lades ner hösten 2023 i samband med en omstrukturering hos Volvo Bussar där även karosstillverkningen i polska Wrocław upphörde.

## Galleri

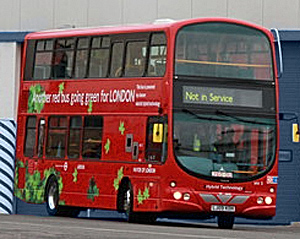
Volvo B5LH som dubbeldäckare.
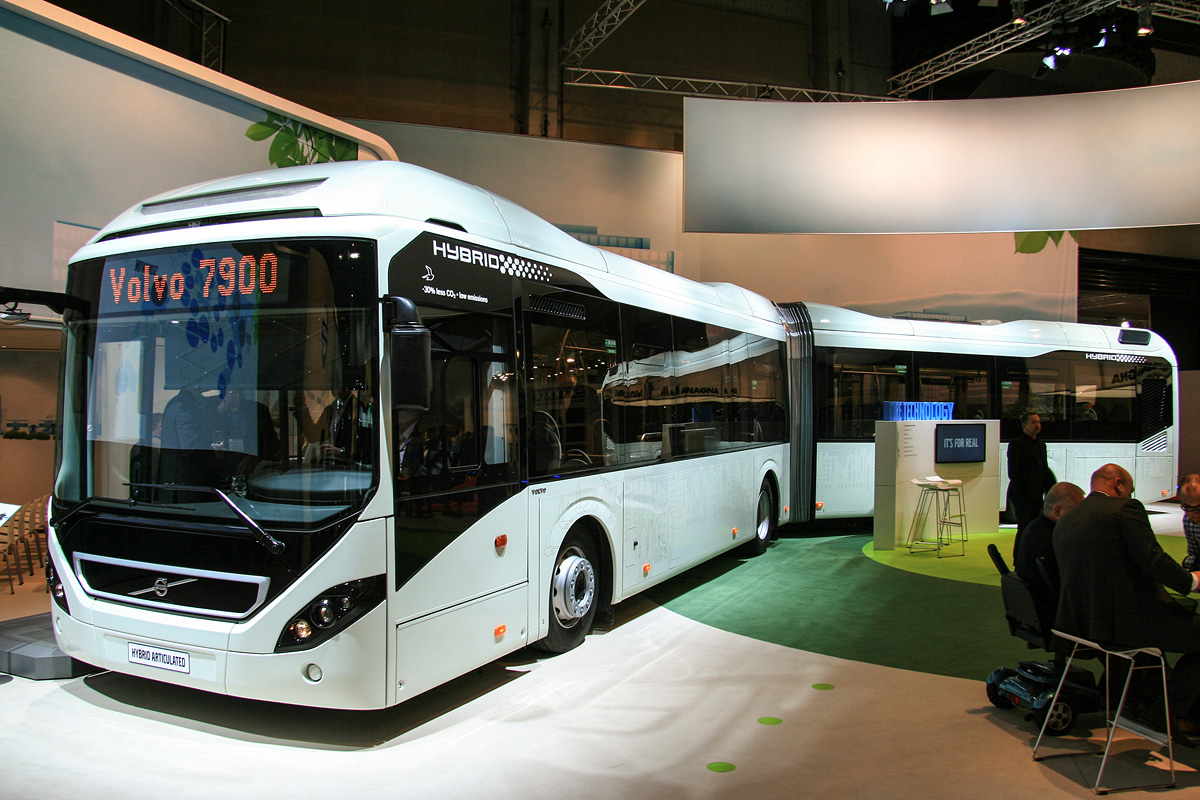
Volvo 7900 hybridledbuss i Kortrijk 2013.